# 奇克·克拉拉
奇克·克拉拉（匈牙利語：Csík Klára，1947年8月5日—），旧姓霍瓦特（Horváth），匈牙利女子手球运动员。她曾代表匈牙利国家队参加1976年和1980年夏季奥林匹克运动会手球比赛，获得一枚铜牌。